# Жак Бланшар
Жак Бланшар (1 жовтня 1600 , Париж  — 10 листопада 1638 , Париж ) — французький художник і гравер першої половини XVII століття.

## Біографія
Жак Бланшар — син Габріеля Бланшара (старшого), уродженця Кондріє в Ліоні, заступника у справах свого міста в Парижі. Він зупинився там з художником Жеромом Боллері (1532—1598), дочкою якого він одружився. Мати Жака, народжена Боллері, належала до родини художників. Тому на початку 1613 року Жак Бланшар був учнем свого дядька, художника Ніколя Боллері ( 1560–1630). Жак Бланшар мав двох братів, одного звали П'єр, а іншого Жан-Батіст (1595–1665), також художник. У нього також була сестра, про яку нічого не відомо.
Він залишався в Ліоні з художником Орасом Ле Бланом з 1620 по 1623 рік і виїхав до Риму в жовтні 1624 року зі своїм братом Жаном-Батистом. Він залишався там до квітня 1626 року, коли він покинув папське місто до Венеції, де був чутливий до стилю Тиціана. Він залишив лагуну в квітні 1628 року після того, як написав там картину «Метаморфози Овіда», яка відома за згадкою Андре Феліб'єна. Навесні 1628 року він перебував у Турині на службі у герцога Савойського Еммануїла I, для якого написав сім або вісім картин, у тому числі «Любов Венери та Адоніса», роботи, перевезені до Парижа після того, як їх вилучили з Палац Фавориток.

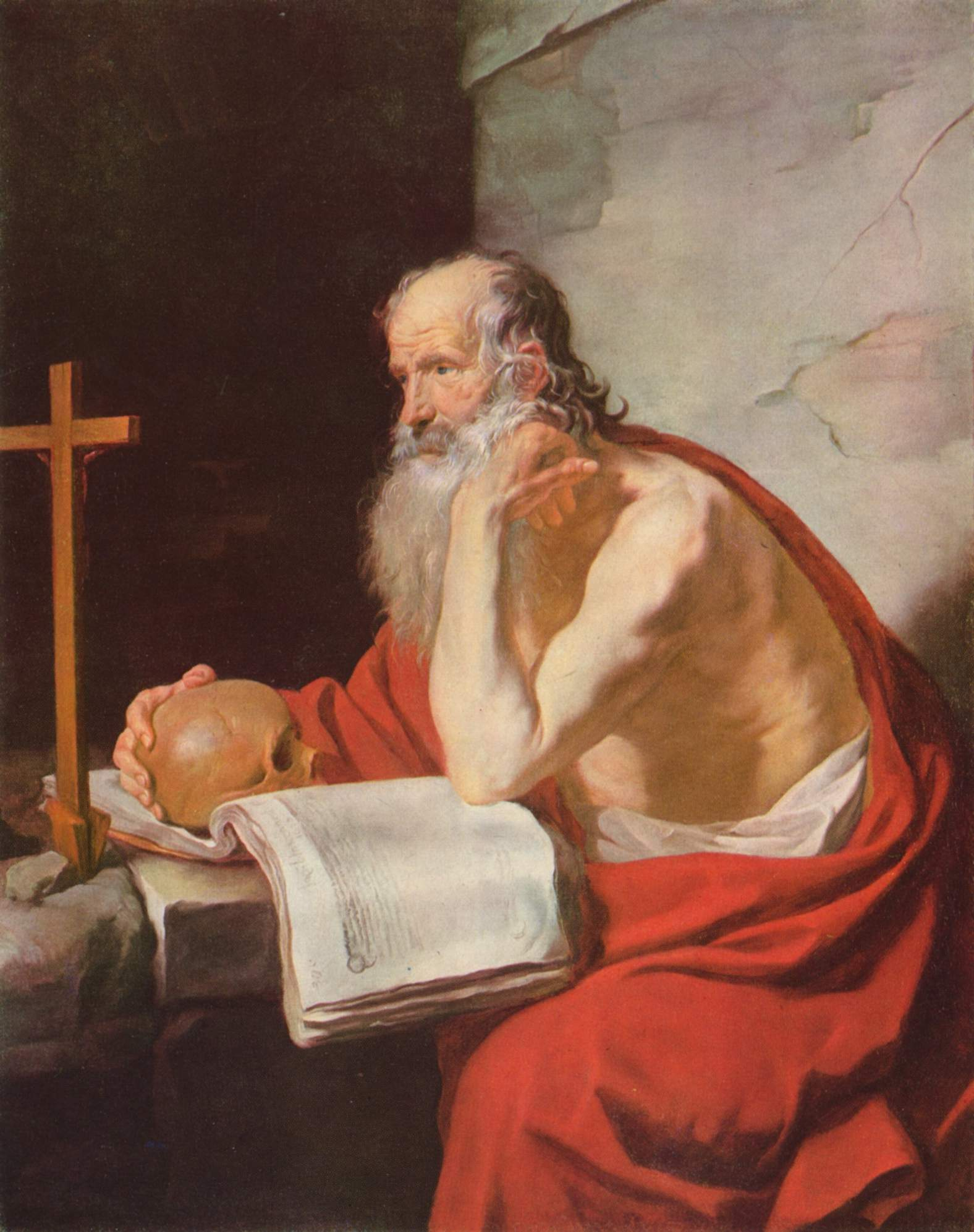
Святого Єроніма (1632), Будапештський музей образотворчого мистецтва.

Бланшар повернувся до Парижа в 1629 році після проїзду через Ліон, де він написав портрет Горація Леблана.
Бланшар підтримував зв'язки з усіма великими художниками свого часу (Сімон Вуе, Луї де Булонь, Клод Віньон). У 1636 році він був призначений королівським художником.
Двічі одружений, у нього був син Луї-Габріель Бланшар (1630—1704 ), який також був художником і скарбником Академії, і дві доньки, які померли через деякий час після одруження.
Жак Бланшар помер у Парижі від інфекції грудної клітки в 1638 році у віці 38 років. Панахиду відправляють о 10 листопада 1638 року у церкві Сен-Поль у Парижі, його парафії, звідки тіло було доставлено в Сен-Жан-ан-Грев для поховання там.

## Галерея

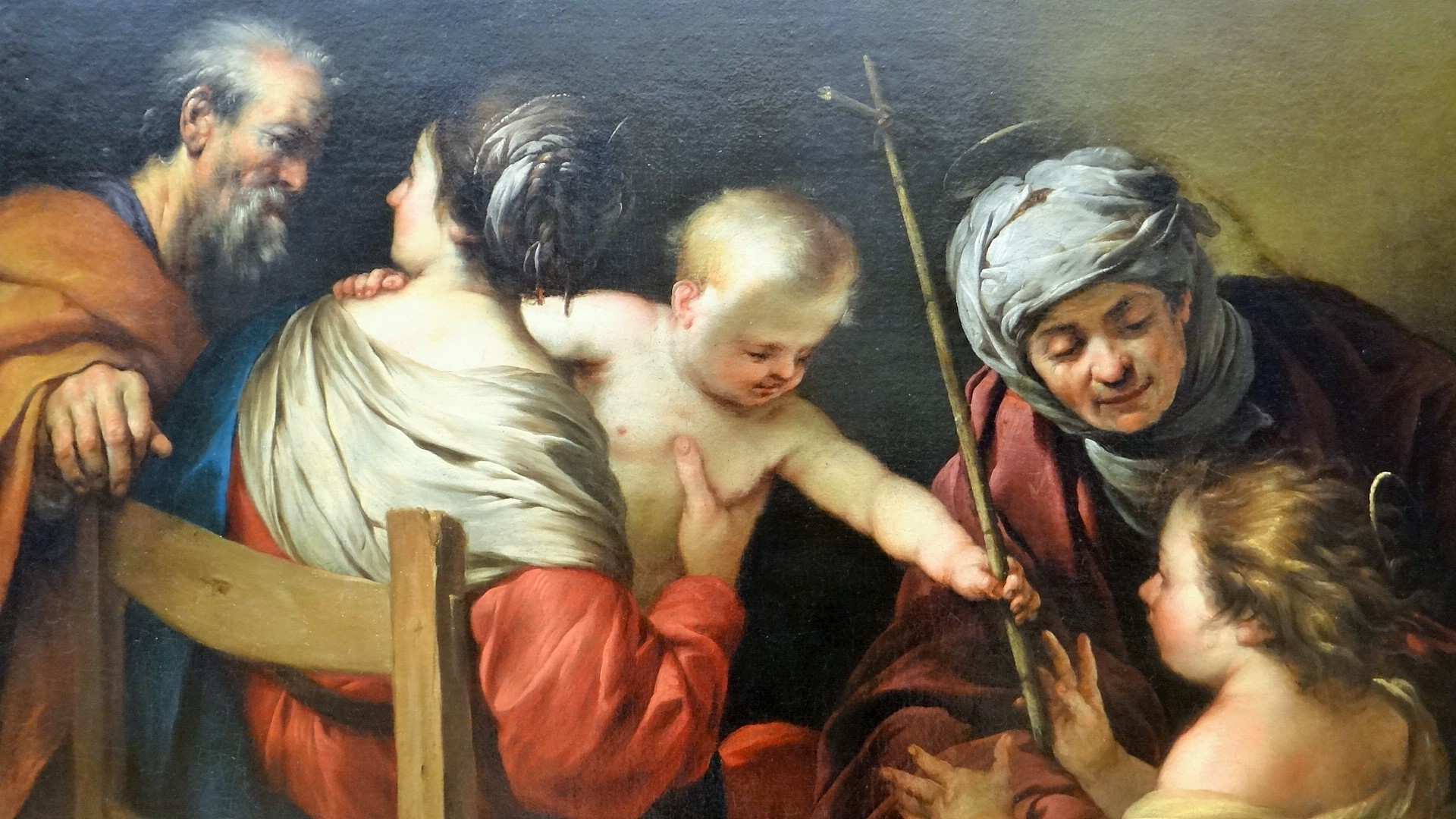
Святе сімейство зі святими Єлисаветою та святим Іоанном (близько 1630 р.) Лувр.
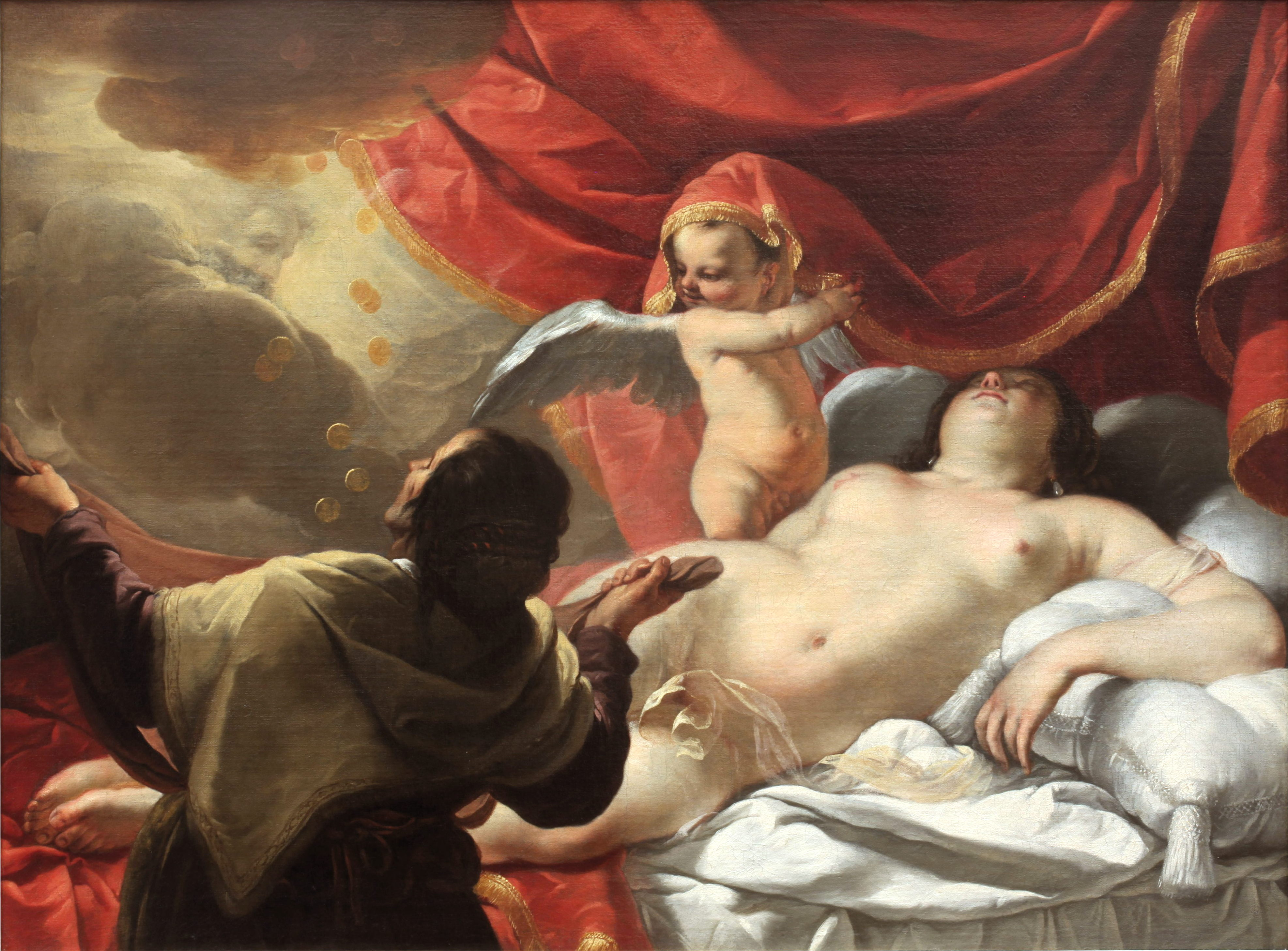
Даная (1630-1633) Ліонський музей образотворчого мистецтва.
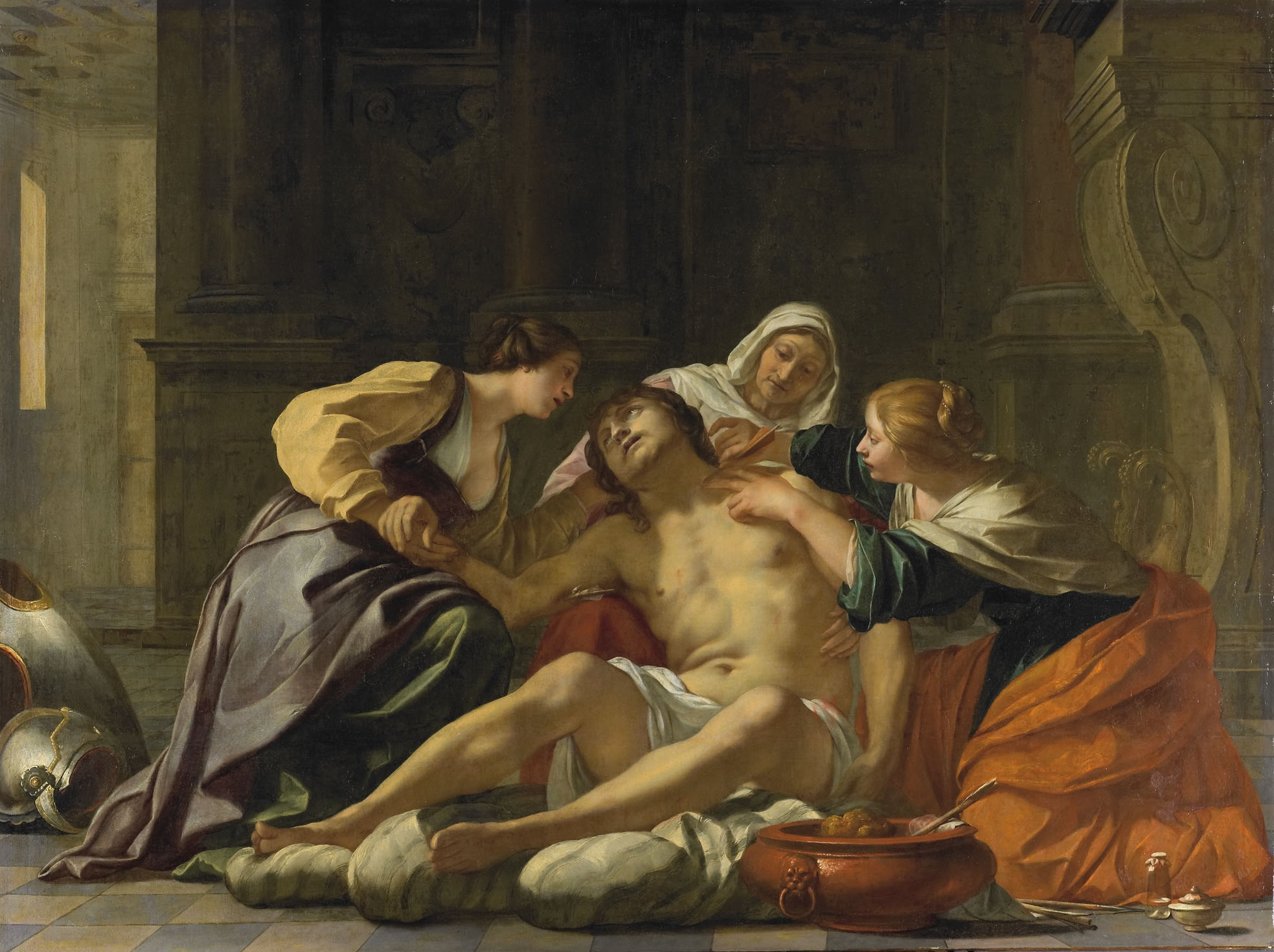
Святий Себастьян, яким опікується Ірина (1630-1638) Державний музей Амстердама .
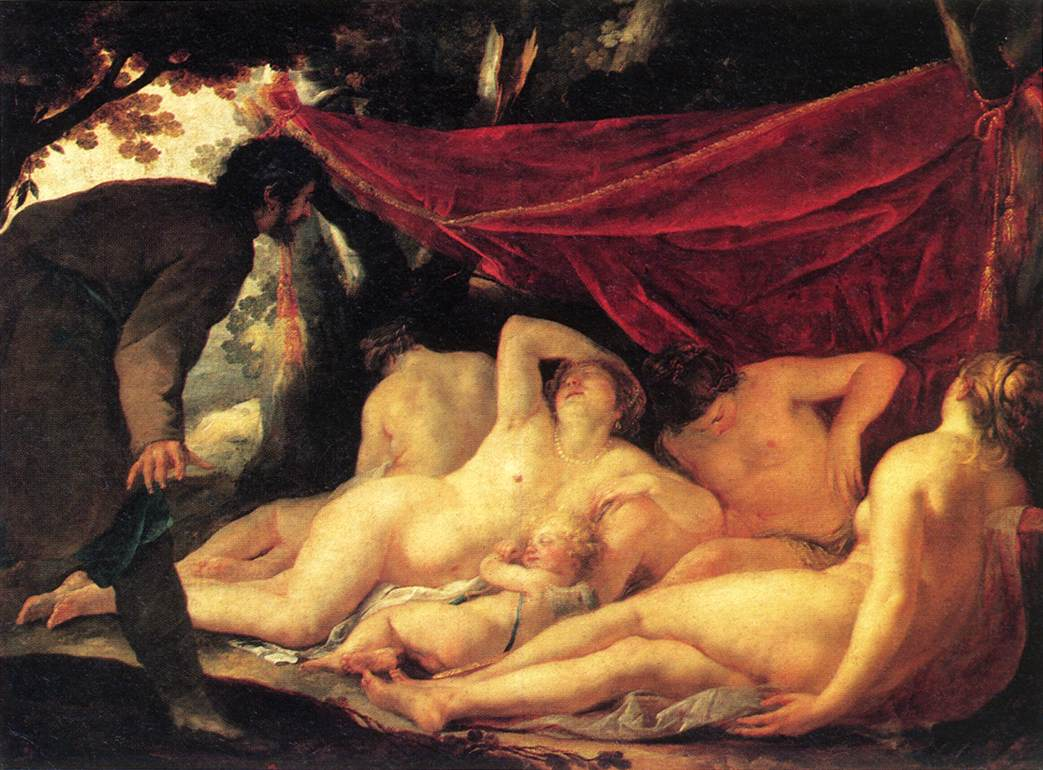
Венера і три грації, здивовані смертним (1631-1633) Музей Лувр.
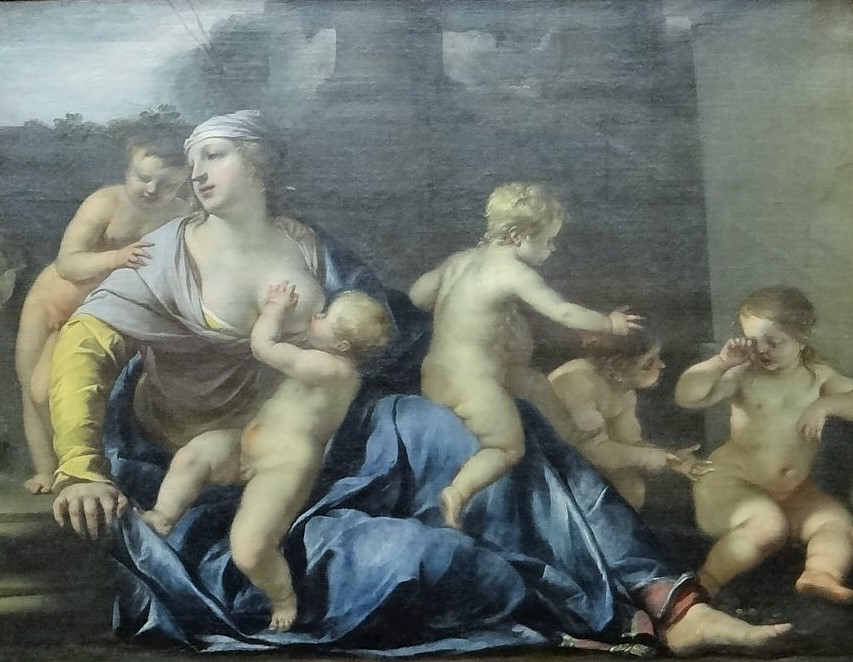
Благодійність (1633) Музей Лувр.
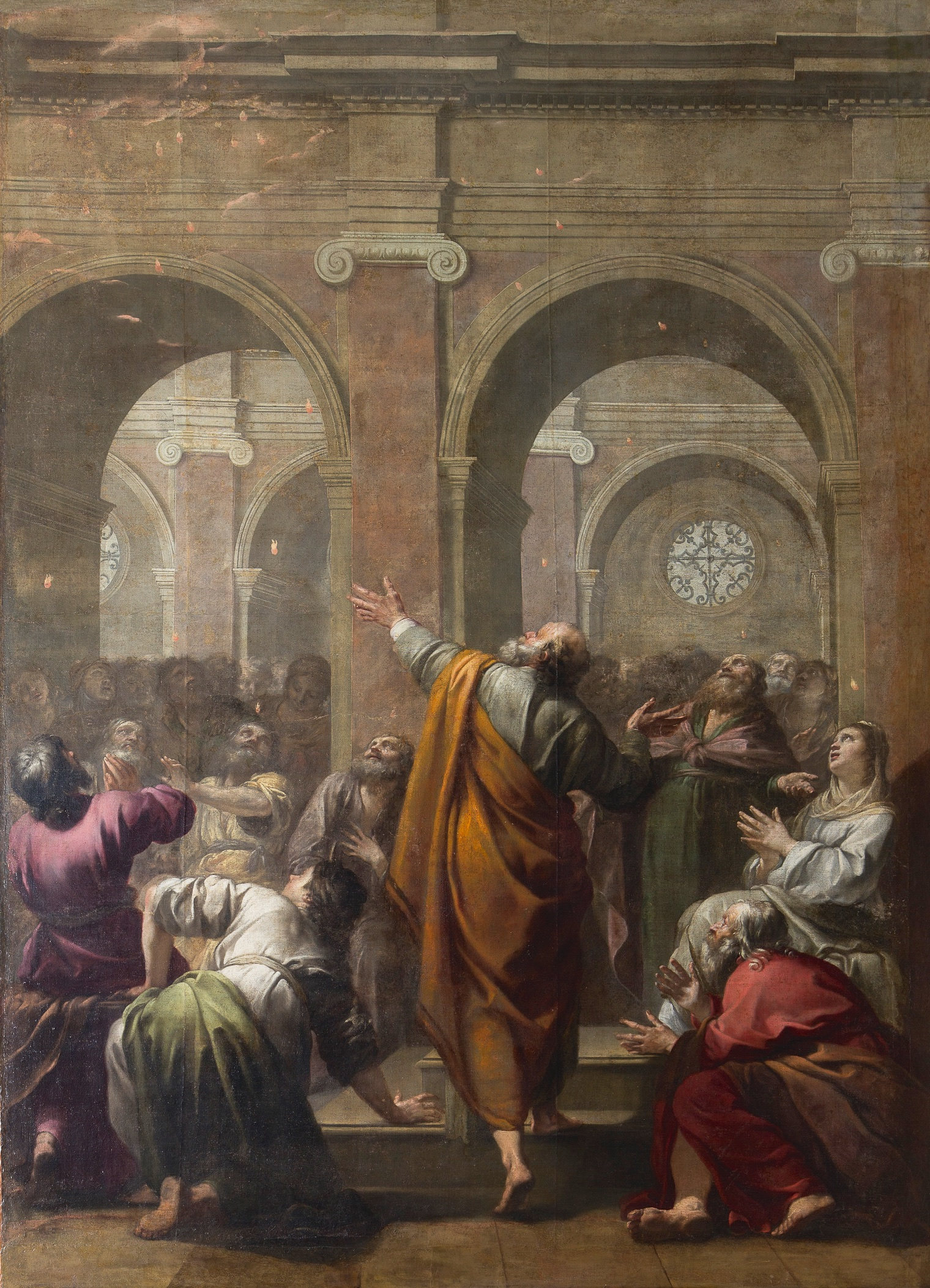
Зішестя Святого Духа (1634) Собор Паризької Богоматері в Парижі.
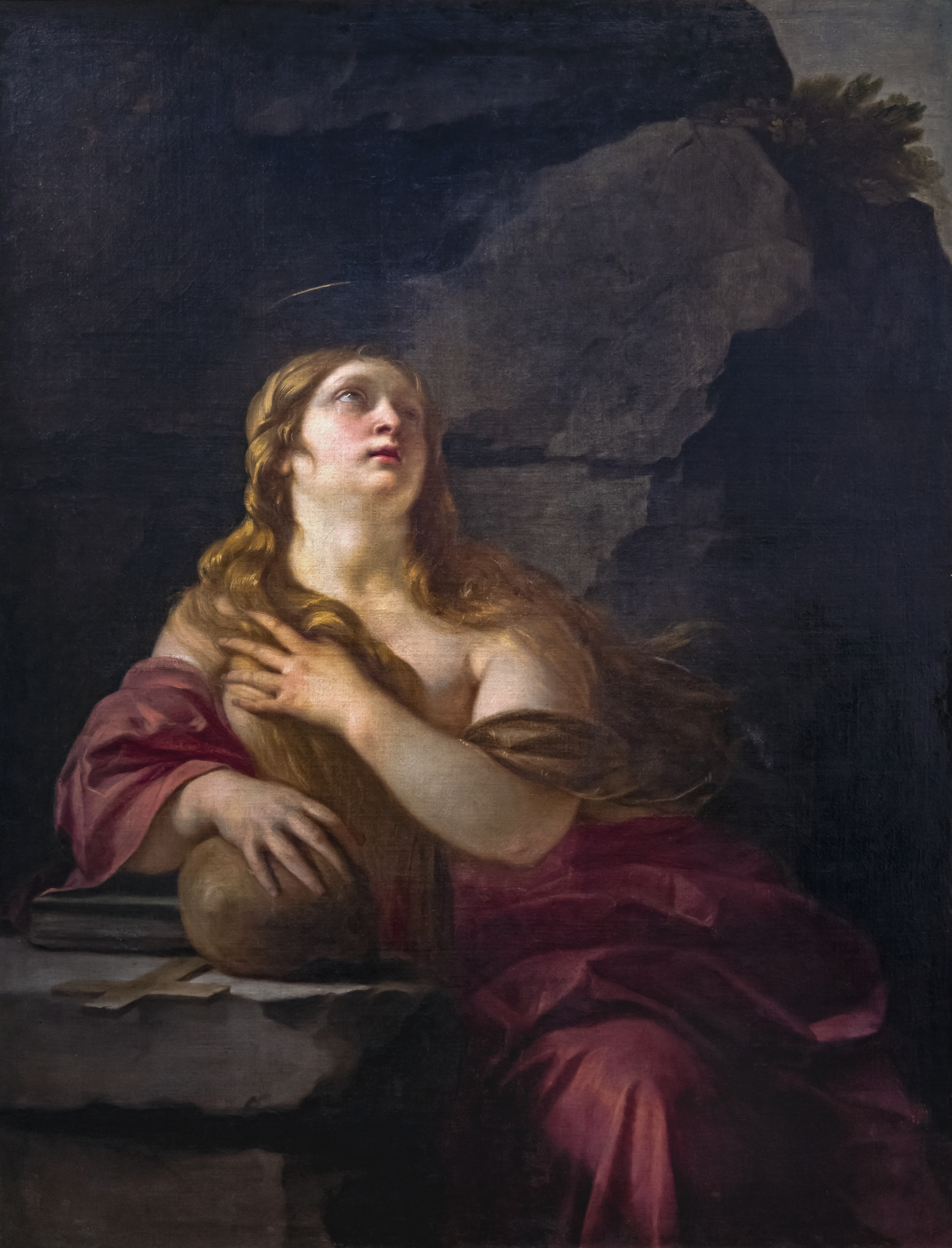
Колекція покутої Мадлен Моте де Нарбоне
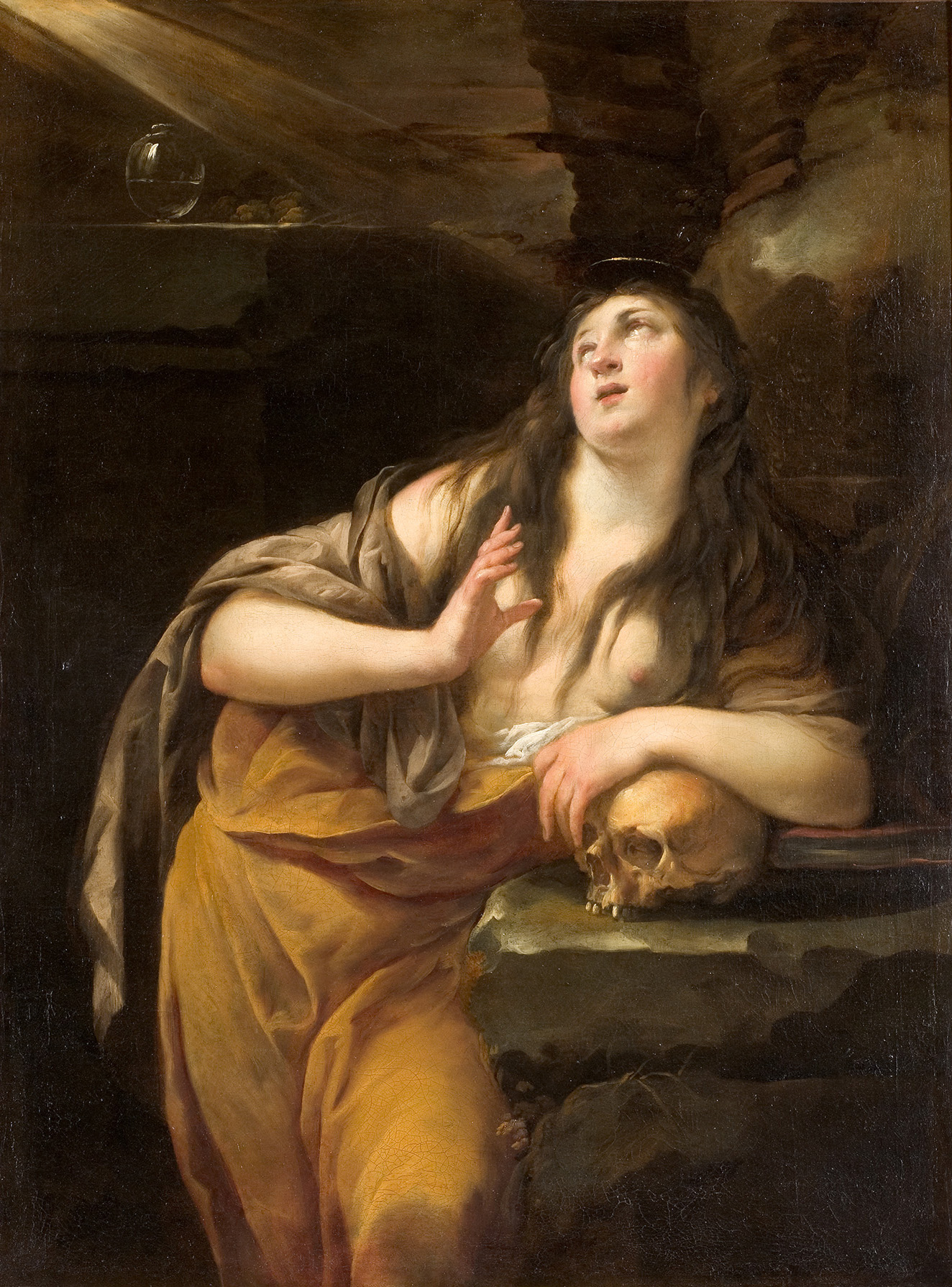
Розкаяна Магдалена (1637) Монпельє, Музей Фабра.
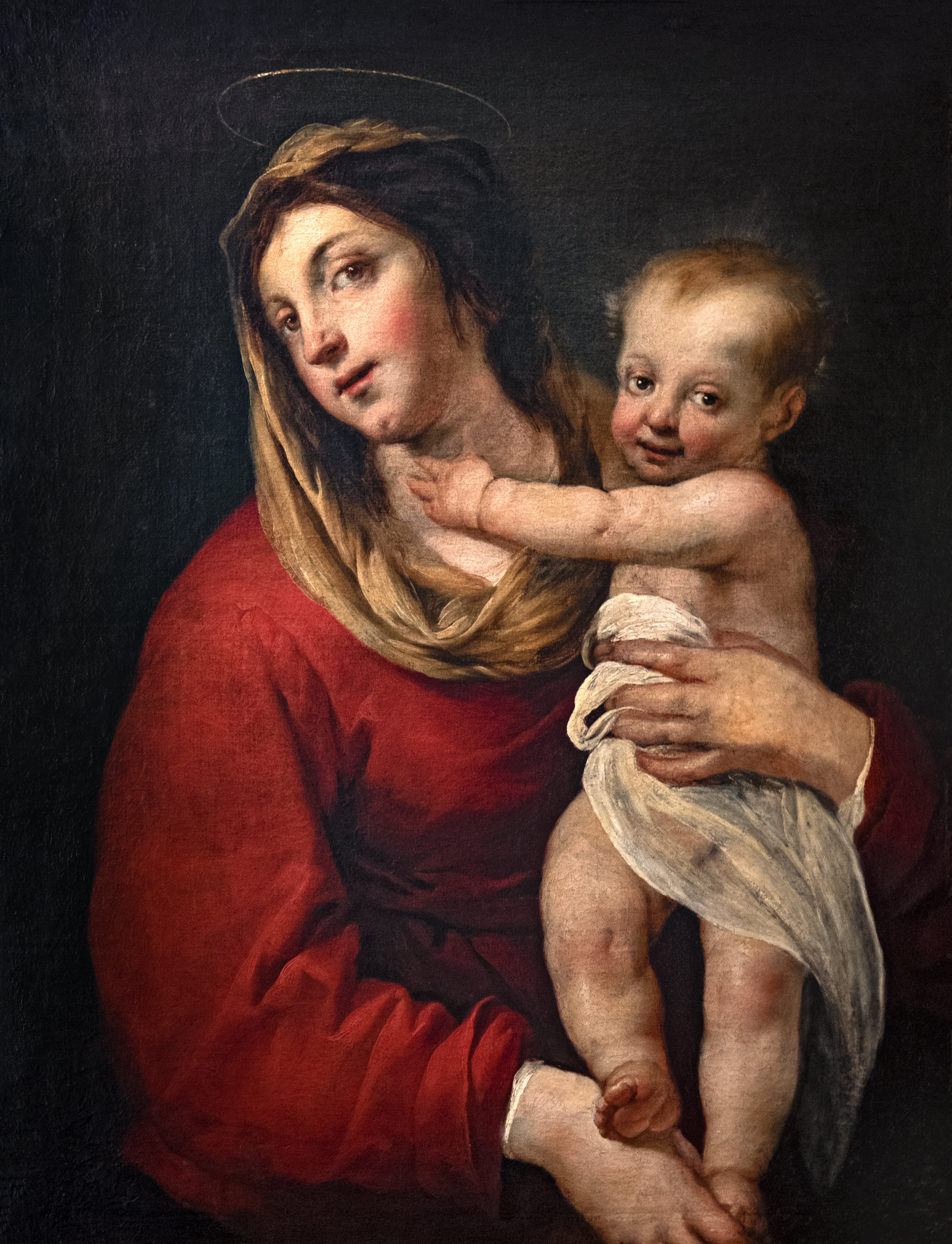
Колекція Богородиці з Немовлям Моте де Нарбон
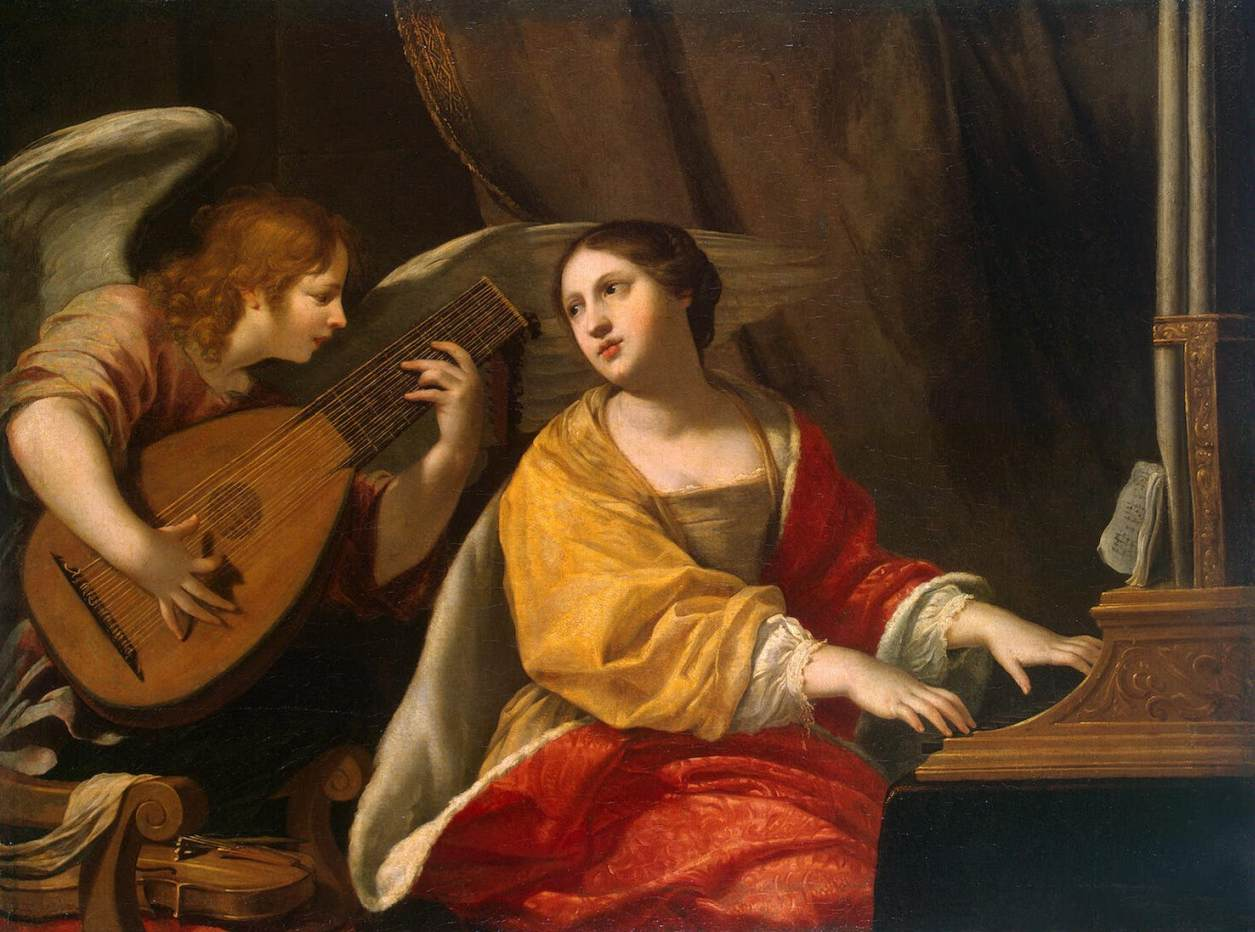
Свята Цецилія Ермітаж.